# Pokémon: Hoopa i starcie wszech czasów
Pokémon: Hoopa i starcie wszech czasów (jap. ポケモン・ザ・ムービーXY 光輪の超魔神 フーパ Pokemon Za Mūbī Ekkusu Wai Ringu no chōmajin Fūpa) – osiemnasty film o Pokémonach na podstawie anime Pokémon, którego premiera w Japonii odbyła się 18 lipca 2015. W Polsce premiera filmu odbyła się 13 września 2016 na platformie internetowej Netflix.  Premiera telewizyjna odbyła się 11 lutego 2017 roku na antenie Disney XD.

## Obsada
| Rola | Aktor                         | Polski dubbing                     |
| --- | ----------------------------- | ---------------------------------- |
| Ash Ketchum | Rica Matsumoto                | Hanna Kinder-Kiss                  |
| Pikachu | Ikue Ōtani                    |                                    |
| Serena | Mayuki Makiguchi              | Dominika Sell                      |
| Clemont | Yūki Kaji                     | Maciej Falana                      |
| Bonnie | Mariya Ise                    | Natalia Jankiewicz                 |
| Jessie | Megumi Hayashibara            | Izabela Dąbrowska                  |
| James | Shin-ichiro Miki              | Jarosław Budnik                    |
| Meowth | Inuko Inuyama                 | Mirosław Wieprzewski               |
| Wobbuffet | Yūji Ueda                     |                                    |
| Dedenne | Megumi Sato                   |                                    |
| Narrator | Unshō Ishizuka                | Mikołaj Klimek                     |
| Hoopa | Rie Kugimiya Kouichi Yamadera | Agata Paszkowska Przemysław Nikiel |
| Baraz | Tatsuya Fujiwara              | Piotr Bajtlik                      |
| Meray | Shoko Nakagawa                | Zuzanna Galia                      |
| W pozostałych rolach: Krzysztof Szczepaniak (prapradziadek Baraza i Meray), Mateusz Ceran (mały Baraz), Joanna Węgrzynowska-Cybińska (Siostra Joy), Mateusz Weber, Marta Dobecka Opracowanie wersji polskiej: SDI Media Polska Reżyseria i dźwięk: Adam Łonicki Tłumaczenie, dialogi oraz tekst piosenki: Anna Wysocka Kierownictwo produkcji: Anita Ucińska, Agnieszka Matusik, Paul Evans, Paweł Przedlacki Wykonanie piosenki: Magdalena Tul |                               |                                    |